# Hjemstavnskrimi
Hjemstavnskrimi (tysk: Regionalkrimi, også Regiokrimi og Heimatkrimi; engelsk: regional crime novel) er en subgenre af kriminalromanen, hvor handlingen udspilles i en specifik region, og er karakteriseret ved en hovedpersons tiknytning til sin hjemstavn.